# وارکرفت ۳: پادشاهی آشوب
وارکرفت ۳: پادشاهی آشوب (به انگلیسی: Warcraft III: Reign of Chaos) یک بازی ویدئویی به سبک استراتژی هم‌زمان و خیال‌پردازی حماسی است که توسط شرکت بازی‌سازی بلیزارد انترتینمنت توسعه یافته و در تاریخ ۳ ژانویه سال ۲۰۰۲ در آمریکا منتشر و سه روز بعد در تاریخ ۵ ژانویه سال ۲۰۰۲ توسط سییرا انترتینمنت در جهان منتشر شد. این بازی دومین دنبالهٔ بازی وارکرفت: ارک‌ها و انسان‌ها، پس از عنوان وارکرفت ۲: امواج تاریکی، سومین قسمت در مجموعه بازی‌های وارکرفت، و همچنین اولین عنوانی بود که به صورت گرافیک کامپیوتری سه‌بعدی رندر می‌شد. این بازی بعد از ۸ سال از اولین نسخه و ۶ سال از آخرین بازی سری مجموعه آن یعنی وارکرافت ۲: آن‌سوی دروازه تاریک بود. پس از گذشت یک سال، بلیزارد انترتینمنت یک بسته الحاقی تحت عنوان وارکرفت ۳: تخت یخ‌زده منتشر کرد. در سال ۲۰۲۰، بلیزارد نسخه‌ای بازسازی شده به نام وارکرفت ۳: بازآفرینی‌شده، شامل وارکرفت ۳ و تخت یخ‌زده، بسته الحاقی آن منتشر کرد.
وارکرفت ۳: پادشاهی آشوب چهار نژاد دارد که شامل: انسان‌ها و اورک‌ها و دو نژاد دیگر که جدید هستند به نام‌های آندد (نامرده) و اِلف‌های شب یا بهتر اِلف‌ها جنگلی است. در این بازی، بازیکنان منابع را جمع‌آوری می‌کنند تا واحدهای فردی و قهرمانان را آموزش دهند و به منظور دستیابی به اهداف مختلف یا کارها (در حالت تک‌نفره)، یا برای نابودی دشمن، پایگاه‌ها را ایجاد می‌کنند. بلیزارد این بازی را در حالت داستانی همانند بازی استارکرافت ساخت که به صورتی خاص که در هر چهار بخش بازی به شیوهٔ پیشرفته عرضه کرد. بازیکن هم می‌تواند از طریق کامپیوتر در بازی گزینه‌ای به نام بتل.نت که می‌توان بازی آنلاین چندنفره کرد.
داستان وارکرافت ۳ چندین سال بعد از وارکرافت ۲ که با گسترده آن است اتفاق می‌افتد. فردی به نام آرکیماند (به انگلیسی:Archimonde) به‌وسیله لژیون می‌خواهد دنیای وارکرفت قرون وسطایی یا آزراث (به انگلیسی:Azeroth) را با کمک ارتش اسکورج (آنددها) مال خود کند اما با مشکلات روبه رو می‌شود، مثل اورک‌ها و انسان‌ها که مقابل او می‌ایستند یا جادوگرانی که نمی‌خواهند او قدرت بگیرد. کسانی مثل آرتاس منتیل و کل توزاد (به انگلیسی:Kel'Thuzad) به او کمک می‌کنند.

## داستان اصلی

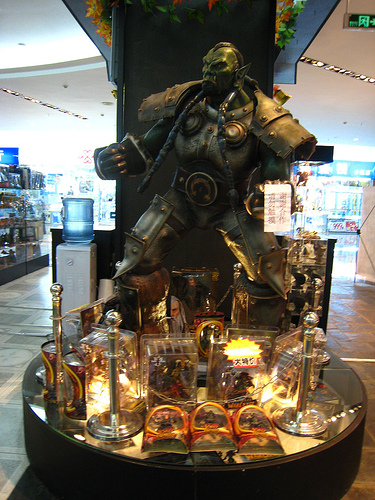
وارکرفت ۳: پادشاهی آشوب

داستان با روایت یک صحنه سینمایی کارگردانی شده آغاز می‌شود که نبرد بین یک اورک و یک انسان را نمایش می‌دهد. در همین حین آتشی از آسمان به زمین برخورد می‌کند و «لژیون آتش» ظاهر شده و اورک‌ها و انسان‌ها را به قتل می‌رساند. ثرال (Thrall) فرمانده نژاد ارک‌ها پس از دیدن این کابوس وحشتناک از خواب برمی‌خیزد اما نمی‌داند کابوس شب گذشته‌اش، یک پیش گویی است. در این حین شخصی که با نام پیامبر (به انگلیسی: Prophet) معرفی می‌شود به ثرال می‌گوید که برای نجات مردمانش باید به سرزمین غرب یعنی کالیمدور (به انگلیسی: Kalimdor) سفر کند.

## شخصیت‌ها
روایت داستان به‌طوری است که در چندین مرحله مختلف با شخصیت‌های مختلف از نژادهای مختلف قابل بازی می‌باشند. در ابتدا شما وظیفه بازی کردن به عنوان «ثرال» را برعهده دارید و در ادامه بازی از دید نژاد انسان‌ها و شخصیت «آرتاس منتیل» روایت می‌شود.

### ثرال
ثرال یاترال (به انگلیسی: Thrall) فرمانده نژاد اورک‌ها است.

### آرتاس منتیل
آرتاس منتیل (به انگلیسی: Arthas Menethil) پسر شاه تریناس (به انگلیسی: King Terenas) پادشاه سرزمین «لرداران» (به انگلیسی: Lordaeron) که تنها امید زنده انسان‌هاست و برای نجات مردم سرزمینش تلاش می‌کند.

### جاینا پراودمور
جاینا پراودمور (به انگلیسی: Jaina Proudmoore) از همرزمان آرتاس است.

## روند بازی
در بازی شما یک ساختمان اصلی دارید و تعدادی کارگر، با کارگران چوب و طلا استخراج می‌کنید و با آن ساختمان دیگر می‌سازید. سربازان و قهرمانان را آموزش می‌دهید و با آن‌ها به اهداف و پایگاه‌های دشمن حمله و آنها را نابود می‌کنید. ساختمان و تجهیزات را ارتقا می‌دهید تا قدرت نیروها و ساختمان‌هایتان بیشتر شود و در اثر ضربه قدرتی زیاد برای دفاع و حمله داشته باشند. ارکان مهم این بازی: قهرمان، ساختمان‌ها، کارگر و سربازها.

### قهرمان
قهرمان یک نیرو ویژه است که قدرت آن از بقیه سربازها بیشتر است و در واقع فرمانده سربازهای شما هستند. ویژگی‌های که همهٔ قهرمانان دارند این است که شش وسیله یا آیتم را جابه‌جا کنند. هر قهرمان چهار قدرتی دارند که هیچ سرباز یا قهرمان دیگری آن را ندارد. مثل قهرمانان انسان‌ها که قدرت‌هایی دارند که قهرمانان اورک‌ها آن‌ها را ندارد. قهرمانان هر نژاد مساوی پول و منابع پرداخت می‌شود. یکی از ویژگی‌های قهرمانان این است اگر بمیرند می‌توان از همان ساختمان دوباره با همان لول ساخت اما با پول بیشتر.
قهرمانان به سه دسته تقسیم می‌شوند: قدرتی، سرعتی و باهوش. قهرمانان قدرتی خون یا جون آنها زیاد اما سرعت و مانای کمی دارند. بیشتر قهرمان معرف بخش داستانی در این دسته قرار دارند. قهرمانان سرعتی، خون متوسط و مانای کم دارند اما سرعت آنها بیشتر از بقیه قهرمانان هستند. قهرمانان باهوش خون و قدرت دفاعی کمی اما مانای زیادی دارند. معمولاً قدرت آنها خیلی مورد استفاده قرار می‌گیرند و به خاطره همین بازیکن‌ها از این قهرمان برای بخش چند نفر خیلی استفاده قرار می‌گیرند.